# Avinyonet de Puigventós
Avinyonet de Puigventós (em catalão e oficialmente) ou Aviñonet de Puig Ventós (em castelhano) é um município da Espanha na comarca de Alt Empordà, província de Girona, comunidade autónoma da Catalunha. Tem 12,45 km² de área e em 2021 tinha 1 657 habitantes (densidade: 133,1 hab./km²).

## Demografia
| Variação demográfica do município entre 1991 e 2004 | Variação demográfica do município entre 1991 e 2004 | Variação demográfica do município entre 1991 e 2004 | Variação demográfica do município entre 1991 e 2004 |
| --------------------------------------------------- | --------------------------------------------------- | --------------------------------------------------- | --------------------------------------------------- |
| 1991                                                | 1996                                                | 2001                                                | 2004                                                |
| 445                                                 | 473                                                 | 874                                                 | 983                                                 |